# Drosophila straubae
Drosophila straubae är en tvåvingeart som beskrevs av Heed 1991. Drosophila straubae ingår i släktet Drosophila och familjen daggflugor.
Artens utbredningsområde är Haiti, Dominikanska republiken och Navassaön.